# Omri Gandelman
Omri Gandelman (hebräisch עמרי גנדלמן; * 16. Mai 2000 in Hod haScharon) ist ein israelischer Fußballspieler.

## Karriere

### Verein
Im Mai 2020 rückte Gandelman von der U19 in den Kader der ersten Mannschaft von Maccabi Netanja auf. Hier kam er ab der Abstiegsrunde der Saison 2019/20 zum Einsatz. Von Beginn an war er Stammspieler und verpasste bis auf wenige verletzungsbedingte Ausnahmen keine Partien. In der Spielzeit 2022/23 führte er die Mannschaft des Öfteren als Kapitän aufs Feld.
Im August 2023 wechselte Gandelman nach Belgien, wo er beim Erstdivisionär KAA Gent einen Vertrag mit einer Laufzeit von vier Jahren unterschrieb. Sein Debüt hatte er direkt am 1. Spieltag. In der Europa Conference League 2023/24 schaffte er es mit seinem Team bis in die Zwischenrunde. Insgesamt bestritt er 33 von 38 möglichen Ligaspielen, in denen er elf Tore schoss; sowie zwei Pokalspiele und zehn Spiele im Europapokal mit zwei geschossenen Toren. In der nächsten Saison waren es 31 von 40 möglichen Ligaspielen mit fünf geschossenen Toren, ein Pokalspiel mit einem Tor und zehn Spiele im Europapokal mit sechs Toren.

### Nationalmannschaft
Ab September 2021 war Gandelman für die israelische U-21-Nationalmannschaft aktiv und gehörte nach einigen Qualifikations- und Freundschaftsspielen zum Kader bei der Europameisterschaft 2023. Dort wurde er in allen Partien seiner Mannschaft eingesetzt und erzielte beim Gruppensieg über Tschechien das entscheidende 1:0.
Sein Debüt für die A-Nationalmannschaft hatte Gandelman am 12. November 2021, als er bei einer 2:4-Niederlage gegen Österreich in der Qualifikation für die Weltmeisterschaft 2022 zur 23. Minute für Bibras Natcho eingewechselt wurde.